# Dardanellerne
Dardanellerne (tyrkisk: Çanakkale Boğazı), tidligere Hellesponten (efter Helle) er et snævert stræde i det nordvestlige Tyrkiet, som forbinder Marmarahavet med det Ægæiske Hav. Sammen med Marmarahavet og Bosporus udgør de forbindelsen mellem Sortehavet og Middelhavet.
Ligesom Bosporus-strædet adskiller Dardanellerne Europa (i dette tilfælde Gallipoli-halvøen) fra Asien.
Strædet har historisk haft strategisk betydning. Eksempelvis under den Trojanske krig, som fandt sted på den asiatiske side af strædet, og under 1. verdenskrig, hvor Slaget ved Gallipoli blev udkæmpet i dette område.
40°12′N 26°24′Ø / 40.2°N 26.4°Ø
- Wikimedia Commons har flere filer relateret til Dardanellerne